# 8839 Novichkova
8839 Novichkova este un asteroid din centura principală de asteroizi.

## Descriere
8839 Novichkova este un asteroid din centura principală de asteroizi. A fost descoperit pe 24 octombrie 1989 la Observatorul astrofizic din Crimeea de Liudmila Cernîh. El prezintă o orbită caracterizată de o semiaxă mare de 3,11 ua, o excentricitate de 0,18 și o înclinație de 5,0° în raport cu ecliptica.